# Морано Калабро
Морано Калабро (итал. Morano Calabro) је насеље у Италији у округу Козенца, региону Калабрија.
Према процени из 2011. у насељу је живело 3310 становника. Насеље се налази на надморској висини од 568 м.

## Географија
| Клима (Морано Калабро)     | Клима (Морано Калабро) | Клима (Морано Калабро) | Клима (Морано Калабро) | Клима (Морано Калабро) | Клима (Морано Калабро) | Клима (Морано Калабро) | Клима (Морано Калабро) | Клима (Морано Калабро) | Клима (Морано Калабро) | Клима (Морано Калабро) | Клима (Морано Калабро) | Клима (Морано Калабро) | Клима (Морано Калабро) |
| Показатељ \ Месец          | .Јан.                  | .Феб.                  | .Мар.                  | .Апр.                  | .Мај.                  | .Јун.                  | .Јул.                  | .Авг.                  | .Сеп.                  | .Окт.                  | .Нов.                  | .Дец.                  | .Год.                  |
| -------------------------- | ---------------------- | ---------------------- | ---------------------- | ---------------------- | ---------------------- | ---------------------- | ---------------------- | ---------------------- | ---------------------- | ---------------------- | ---------------------- | ---------------------- | ---------------------- |
| Количина падавина, mm (in) | 13 (5,1)               | 11 (4,3)               | 13 (5,1)               | 9 (3,5)                | 9 (3,5)                | 5 (2)                  | 3 (1,2)                | 3 (1,2)                | 6 (2,4)                | 10 (3,9)               | 12 (4,7)               | 14 (5,5)               | 108 (42,4)             |
| [ тражи се извор ]         |                        |                        |                        |                        |                        |                        |                        |                        |                        |                        |                        |                        |                        |

## Становништво
| 1931. | 1936. | 1951. | 1961. | 1971. | 1981. | 1991. | 2001. | 2011. |
| ----- | ----- | ----- | ----- | ----- | ----- | ----- | ----- | ----- |
| 5.182 | 5.328 | 5.287 | 5.180 | 5.108 | 5.116 | 4.995 | 4.966 | 4.615 |